# Esther Sels
Esther Sels (Laakdal, 25 juni 1982) is een Belgisch zangeres.

## Carrière
In 1998 won ze de Soundmixshow. In 2007 nam ze deel aan Idool, waar ze uiteindelijk tweede werd. In de zomer van 2007 bracht ze haar eerste Nederlandstalige single uit: Recht door zee. In 2008 nam ze deel aan Eurosong met opnieuw een Nederlandstalig nummer: Game over. Ze kwam echter niet voorbij de eerste voorronde, waarin ze laatste werd.
Eind 2015 werd ze lid van coverband De Grietjes met Anneke van Hooff en Isabelle A, waarin ze Silvy De Bie verving. In 2016 werd ze in het groepje zelf vervangen door Ianthe Tavernier.
In 2024 nam ze deel aan Sing Again op VTM. 

## Singles
- Wanna be a star (1998)
- Feels like Christmas (1999)
- Rhythm of the night (1999)
- Oh baby I (2001; samen met Kate Ryan, Linda Mertens, Maaike Moens en Pascale Feront)
- You never cared (2001)
- Recht door zee (2007)
- Geef kleur! (Gordellied 2007; samen met Gene Thomas)
- Game over (2008)